# Université de Cergy-Pontoise
Vous lisez un « bon article » labellisé en 2011.
Pour les articles homonymes, voir Pontoise (homonymie).
L’université de Cergy-Pontoise était une université française située dans le département du Val-d'Oise et la région Île-de-France. Elle était implantée principalement dans les villes de Cergy, de Pontoise et de Neuville-sur-Oise, et disposait d'un total de douze sites. C'était l'une des cinq universités de l'académie de Versailles.
Elle fut créée en 1991 dans le cadre des universités nouvelles à partir d'implantations universitaires plus anciennes, ouvertes à partir de 1989. L'établissement intégra le pôle de recherche et d'enseignement supérieur (PRES) de Cergy-Pontoise Val-d'Oise lors de sa création en 2006, et passa aux compétences élargies en 2009.
L’établissement dispensait des formations dans les domaines des arts-lettres-langues, du droit-économie-gestion, des sciences humaines et sociales et des sciences et technologie, ainsi que des préparations à des concours à quelque 11 338 étudiants.
Ses activités de recherche étaient assurées par quelque 500 enseignants-chercheurs et 350 doctorants, et étaient structurées autour de quatre pôles : « étude des matériaux et sciences expérimentales », « analyse, modélisation et management de systèmes complexes », « technologies de l’intelligence embarquée » et « transferts culturels et transmission des savoirs ».
L'université a fusionné le 1er janvier 2020 avec l'École internationale des sciences du traitement de l'information (EISTI) et la communauté d'universités et établissements Université Paris-Seine pour devenir CY Cergy Paris Université,.

## Histoire

### Création de l'université
À la fin des années 1960, la municipalité de la ville nouvelle de Cergy et Bernard Hirsch, l’urbaniste qui porte le projet de développement de la ville, essaient sans succès d’obtenir une implantation universitaire dans la ville, mais plusieurs écoles d’enseignement supérieur s’y implantent cependant. Les choses évoluent de nouveau à partir de la fin des années 1980. Les universités parisiennes connaissent une hausse importante de leurs effectifs, et commencent à ouvrir de nouvelles implantations pour alléger leurs sites principaux. Dans le même temps, le ministère de l'enseignement supérieur programme dans le cadre du plan de modernisation de l’enseignement supérieur français « université 2000 » la création d’universités nouvelles.
Une première implantation universitaire est obtenue en 1989, avec l’ouverture par l’institut universitaire de technologie (IUT) de Ville-d'Avray d’une antenne comprenant trois départements de génie civil, de génie électrique et de techniques de commercialisation. Au même moment, l’université de Nanterre ouvre un nouveau site de premier cycle dans des locaux dits « du campus » mis à disposition par le conseil général. En 1990, le ministère accompagne la venue d’une équipe venant de l’université de Paris-sud pour mettre en place un diplôme d'études universitaires générales (DEUG A) « Sciences et structure de la matière », qui sont hébergés dans les locaux de l’IUT et de l’école nationale supérieure de l'électronique et de ses applications (ENSEA). Le 22 juillet 1991, le décret de création de l’université de Cergy-Pontoise est signé,.

### Croissance de l'université
L’université développe ses implantations dans ses premières années. En mars 1992, un immeuble de bureaux est racheté à un promoteur privé dans le quartier de Saint-Christophe pour y héberger les implantations scientifiques. En octobre de la même année, l’ensemble des Chênes est ouvert pour accueillir les formations de lettres et de sciences humaines. En 1994, le bâtiment de Saint-Martin est livré pour accueillir les sciences, et l’année suivante est ouvert le premier bâtiment de Neuville, destiné à l’IUT et aux instituts universitaires professionnalisés (IUP). L’université est alors régie par des statuts provisoires, comme dans le cas des autres universités nouvelles. Les statuts définitifs de l’établissement sont adoptés par ses conseils en 1996.

### Développements récents
L’établissement applique la réforme du LMD à ses enseignements en deux temps, en 2004 et en 2005. En 2007, l’institut universitaire de formation des maîtres de l’académie de Versailles est rattaché à l’université en application de la loi Fillon. Celle-ci passe aux responsabilités élargies au 1er janvier 2009.
Les relations avec d’autres partenaires académiques et industriels de la région sont renforcées dans la deuxième moitié des années 2000, avec la création du Pôle de recherche et d'enseignement supérieur de Cergy-Pontoise Val-d'Oise en 2006 qui réunit l’université et une dizaine d’écoles de la région, et avec la mise en place d’une fondation universitaire en mai 2010. Des liens sont aussi étudiés en 2011 avec l’université de Versailles-Saint-Quentin-en-Yvelines. C’est ainsi que le PRES Université du grand ouest parisien est créé en février 2012. Sciences Po Saint-Germain-en-Laye, institut d'études politiques membre du concours commun des IEP de région, rattaché aux deux universités, a ouvert en septembre 2014.

## Administration

### Présidence
- Président : François Germinet

- Vice-présidente du conseil d’administration : Laurence Usunier
- Vice-président à la recherche : Frédéric Vidal
- Vice-présidente de la politique de site et contractualisation : Isabelle Prat
- Vice-président chargé de la formation et de la vie étudiante : Patrick Courilleau
- Vice-président à la valorisation et relations entreprises : Olivier Romain
- Vice-présidente chargée de l'évolution de l'offre de formation : Sophie Cécilia
- Vice-président au développement scientifique à l'international : Arnaud Lefranc
- Vice-président étudiant : Louis L’Haridon

### Gouvernance
Comme tout établissement public à caractère scientifique, culturel et professionnel, l’université est dirigée par un président élu à la majorité absolue des membres élus du conseil d’administration. Il est membre de droit des trois conseils de l’établissement. Les représentants des personnels (enseignants-chercheurs et IATOS) et les représentants extérieurs, siégeant aux conseils de l’université, bénéficient d’un mandat de quatre ans, les membres étudiants élus de deux ans. En plus des trois conseils traditionnels prévus par le code de l'éducation, l’université dispose d’un conseil d’orientation, organe prévu lors de la création des universités nouvelles dans leurs statuts transitoires, et conservés depuis.
- Le conseil d’administration (CA), composé de 29 membres élus, décide de la politique de l’établissement. Il est notamment responsable du vote du budget, de la répartition des emplois ainsi que de l’approbation des accords et conventions[13].
- Le conseil des études et de la vie universitaire (CEVU), composé de 40 membres élus, est un organe propositionnel au CA, chargé des questions relatives à la formation initiale et continue. Il oriente le CA en instruisant les demandes d’habilitation et les projets de nouvelles filières[14].
- Le conseil scientifique (CS), composé de 41 membres élus, est un organe propositionnel au CA, chargé des questions relatives à la recherche et à son orientation au sein de l’établissement. Assurant la liaison entre l’enseignement et la recherche, il est consulté sur les modifications apportées aux enseignements de troisième cycle, sur l’intitulé à emplois de recherche et sur les demandes d’habilitation[15].
- Le conseil d’orientation (CO), composé de 32 membres, porte un avis consultatif sur les grandes orientations de l’université, notamment celles qui concernent le contrat d’établissement, la création de composantes et le budget de l’université. Sa mission comprend l’observation et l’appréciation de la politique d’ensemble de l'université et de celle de ses composantes[16].

### Historique des présidents
Le président actuel de l’université est François Germinet. C’est la cinquième personne à exercer cette fonction depuis la création de l’établissement.
- Bernard Raoult, administrateur provisoire de 1991 à 1994, puis président de 1994 à 1999[17]
- René Lasserre, de 1999 à 2004[18] ;
- Thierry Coulhon, de 2004 à 2008[19] ;
- Françoise Moulin-Civil, de 2008[20] à 2012 ;
- François Germinet, élu en mars 2012[21].

### Budget
L’université a dépensé pour son fonctionnement 149 millions d’euros en 2011. Dans cette somme, 105 millions sont destinés à la masse salariale de l’établissement, dont l’administration a la charge depuis son passage aux responsabilités élargies au 1er janvier 2009. Les investissements ont représenté 11 % des dépenses, et les frais de fonctionnement 19 %.
Les recettes se sont portées à 134 millions d’euros en 2011. Les subventions de l’État se sont portées à 85 % de cette somme, les ressources propres à l’université à 5 %, les contrats de recherche à 3 %, les droits universitaires et les prestations internes à 2 % chacun.

### Fondation université Cergy-Pontoise
Une fondation universitaire est préparée dès l'automne 2008 et mise en place en mai 2010. Elle compte cinq membres fondateurs qui ont apporté un total de 1,6 million d’euros à la création de la fondation, avec des sommes allant de 0,15 à 0,5 million d’euros : l’université, la Banque populaire Rives de Paris, la communauté d'agglomération de Cergy-Pontoise, la fondation Spie Batignolles et Orange. À ceux-ci se sont rajoutées d’autres entreprises par la suite au rang de donateurs : Alstom et le groupe des industries métallurgiques. Des projets sont financés par cette fondation selon quatre axes fixés dans les statuts de celle-ci : l'accueil de chercheurs, l'accompagnement de l’innovation, la facilitation de l’accès aux savoirs et le développement de chaire de recherche.

## Composantes
Conformément au code de l'éducation qui fixe l’organisation légale des universités publiques en France, l’université de Cergy-Pontoise se découpe en plusieurs composantes. On trouve d’une part les unités de formation et de recherche (UFR) et d’autre part les « instituts et écoles ».

### Unités de formation et de recherche
L’université est structurée autour de cinq unités de formation et de recherche créées en 1996. Elles ont la charge de la formation des étudiants, mais aussi d’une partie des activités de recherche via des laboratoires de recherche et des instituts. L’accession en premier cycle se fait de droit pour tous les titulaires d’un baccalauréat ou d’un titre équivalent :
- l'« UFR droit » regroupe 70 enseignants-chercheurs et trois équipes de recherche[26], ainsi que 2 478 étudiants[27] ;
- l'« UFR économie et gestion » regroupe une soixantaine d'enseignants-chercheurs et une équipe de recherche[28], ainsi que 1 543 étudiants[27] et le CMI Ingénierie Financière;
- l'« UFR langues et études internationales » propose l'enseignement de plusieurs langues (allemand, anglais, chinois, espagnol et japonais) dans le cadre de plusieurs diplômes (LEA, LLCER, CMI et licence professionnelle)[29], comprend une équipe de recherche[30], et compte quelque 1 603 étudiants[27] ;
- l'« UFR lettres et sciences humaines » compte deux départements pédagogiques (lettres modernes et histoire-géographie) et trois laboratoires de recherche[31], et compte quelque 1 528 étudiants[27] ;
- l'« UFR sciences et techniques » compte huit départements pédagogiques (biologie, chimie, génie civil, mathématiques, physique, sciences informatiques, sciences de la Terre et de l’environnement, génie électrique et informatique industrielle) et douze laboratoires de recherche[32], compte quelque 3 644 étudiants[27] et le CMI Système Intelligents et Communicants ainsi que le CMI Geosciences pour l'énergie.

### Instituts et écoles

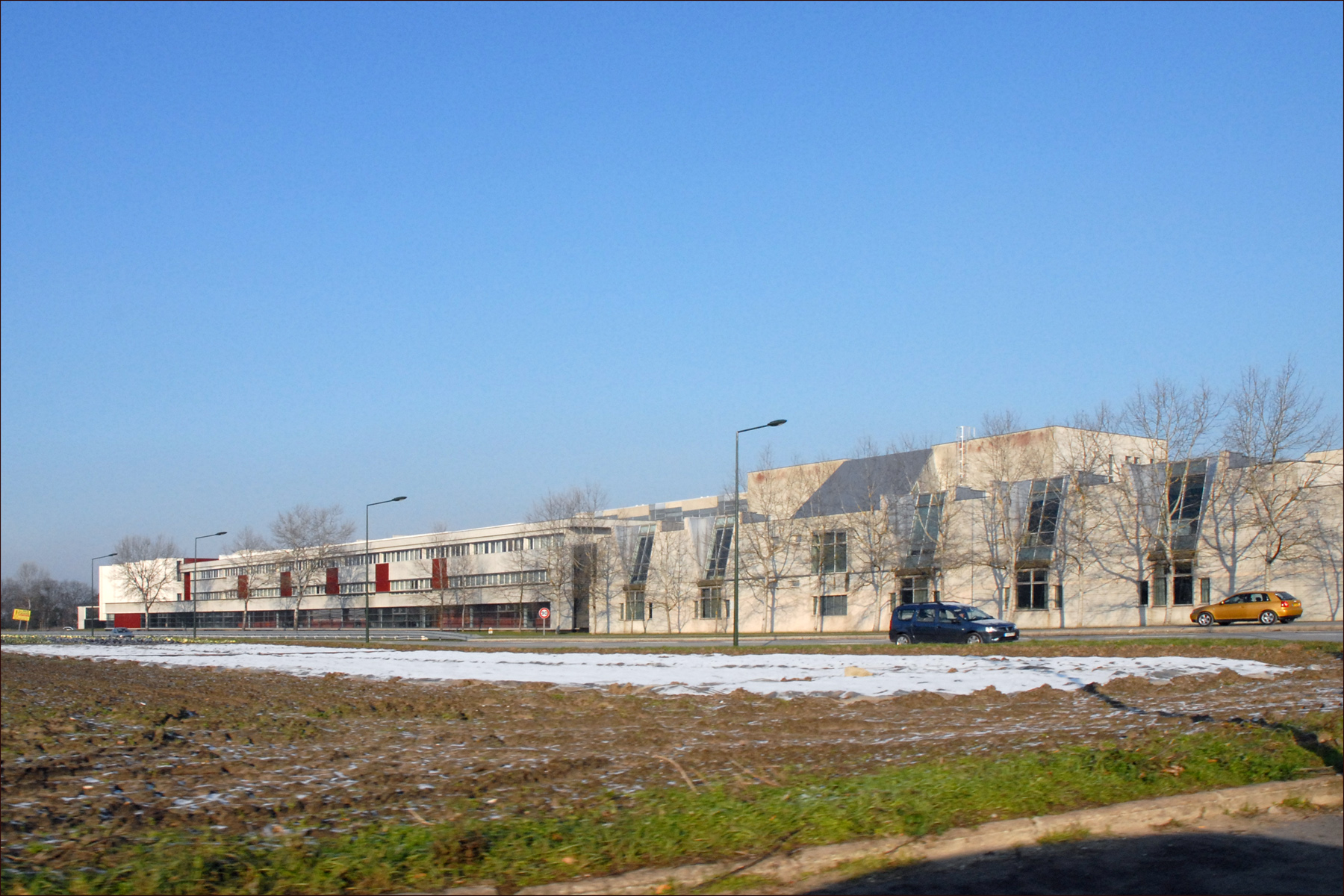
L'IUT sur le site de Neuville-sur-Oise.

Deux instituts et une école font partie de l’établissement, ils peuvent sélectionner leurs étudiants à l'entrée de leurs formations.
- L'institut de préparation à l'administration générale est ouvert en 1996. Il forme 71 étudiants[27] aux concours administratifs des fonctions publiques d’État, territoriale et hospitalière[33].
- L'institut universitaire de technologie de Cergy-Pontoise est une composante de l’université depuis 1991. Il forme 1 738 étudiants[27] dans neuf départements[34].
- L'École supérieure du professorat et de l'éducation de l'académie de Versailles a rejoint l'établissement en janvier 2007 en application de la loi Fillon. Il forme 2 070 étudiants[27] et est spécialisé dans le domaine de l’éducation et des métiers de la formation et de la culture[35].
- L'IEJ (institut d'études judiciaires) prépare à l'examen d'accès à la Haute École des avocats conseils (HEDAC) ainsi qu'au concours d'entrée à l'École nationale de la magistrature (ENM).
- Sciences Po Saint-Germain-en-Laye, 10e institut d'études politiques de France, créé en 2014 par les universités de Cergy-Pontoise et Versailles-Saint-Quentin-en-Yvelines

### Écoles doctorales
L’université dispose d’écoles doctorales qui ont la charge du suivi des étudiants en troisième cycle universitaire, mais aussi de la gestion des habilitations à diriger des recherches. Celles-ci sont au nombre de trois, et 49 doctorats ont été délivrés en 2010 pour un peu moins de 300 étudiants inscrits en doctorat, et 20 habilitations à diriger des recherches entre 2004 et 2008.
- L'école doctorale « sciences et ingénierie » regroupe l’ensemble des sciences et sciences pour l’ingénieur, à l’exclusion des mathématiques, et est associée à onze équipes de recherche, dont quatre unités mixtes de recherche en lien avec le CNRS et six équipes d'accueil[38].
- L'école doctorale « droit et sciences humaines » regroupe cinq centres de recherche relevant du droit, des lettres, des langues, de l’histoire et de la géographie[38].
- L'école doctorale « économie et mathématiques Paris-Ouest » forme les doctorants à la recherche en économie quantitative, en finance et mathématiques, et regroupe deux unités mixtes de recherche en lien avec le CNRS, tout en travaillant avec d'autres laboratoires partenaires de la région[38].

### Bibliothèques et réseau documentaire électronique

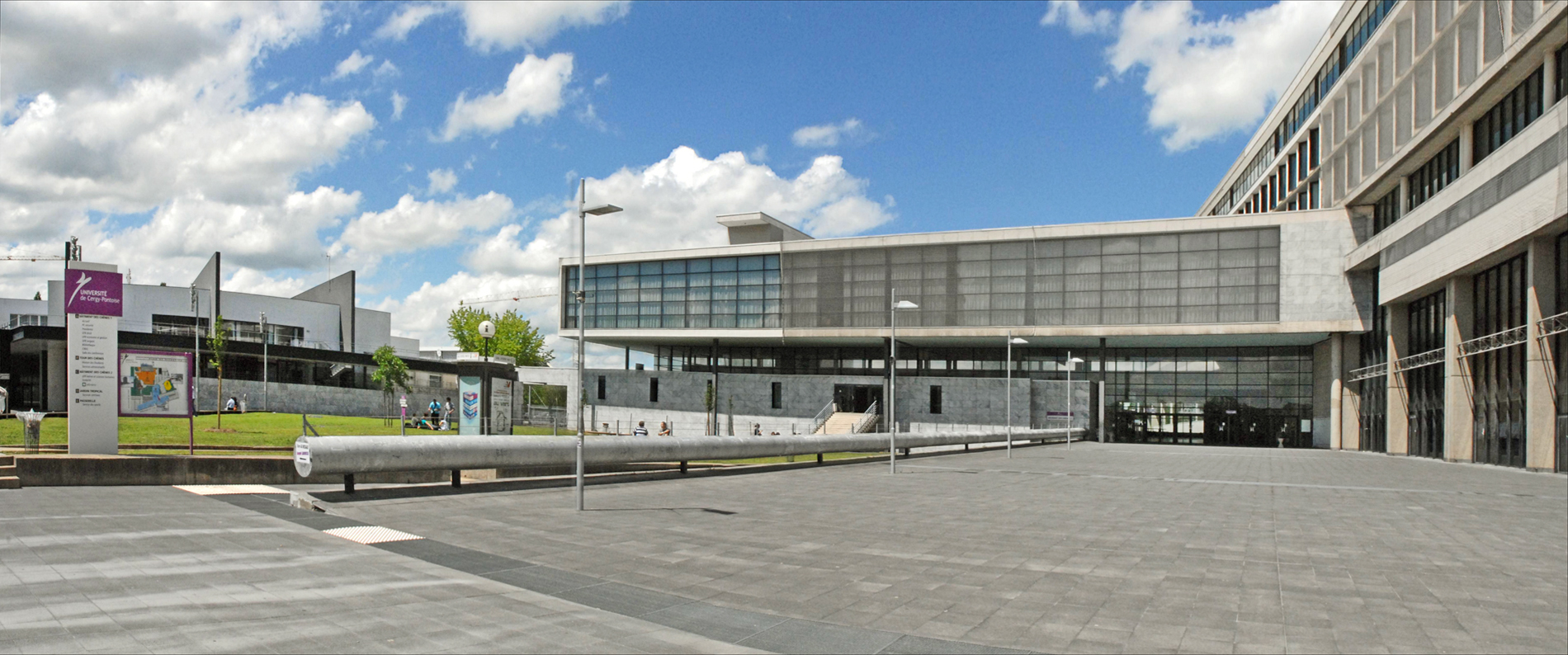
Bibliothèque du site des Chênes.

Les fonds documentaires de l'établissement sont gérés par un réseau de six bibliothèques universitaires qui totalisent 1 438 places assises et 211 144 volumes pour une surface de 11 988 m2 et une fréquentation annuelle de 644 386 personnes. Ces bibliothèques disposent d'un budget annuel de fonctionnement d'1,1 million d'euros, dont 800 000 € destinés à l'acquisition de nouveaux fonds, et fonctionnent avec un effectif de 79 personnes.
La bibliothèque principale « Cerclades » dispose de 6 000 m2 pour 700 places assises et 161 924 volumes. Pour communiquer sur le nombre de places disponibles, l'université diffuse en temps réel l'affluence de cette bibliothèque via une application mobile, Affluences. La bibliothèque du site des chênes dispose de 2 800 m2 pour 250 places assises et 12 047 volumes, celle du site de Saint-Martin dispose de 1 400 m2 pour 178 places et 14 864 volumes, et celle du site de Neuville de 1 000 m2 pour 205 places et 16 087 volumes. L'université dispose par ailleurs de deux bibliothèques plus petites, l'une à Argenteuil de 388 m2 pour 55 places et 1 697 volumes, et une autre à Cergy sur le site de l'IUT à Saint-Christophe de 400 m2 pour 50 places et 3 614 volumes.
Outre l'accès à son catalogue en ligne, Biblioweb, la bibliothèque universitaire est membre du réseau national Sudoc et du réseau documentaire du Val-d'Oise, ReVOdoc. Elle fait partie du consortium d’achat du Réseau National des Bibliothèques de Mathématiques (Springer ; MathSciNet) et appartient aussi au consortium universitaire de publications numériques Couperin.

## Implantations
| Les Chênes Saint-Martin Neuville IUFM |

L'université est implantée principalement sur trois campus situés dans les villes de Cergy, Pontoise et de Neuville-sur-Oise, mais dispose aussi d'autres implantations sur un total de douze sites, répartis dans quatre départements et neuf communes. Au total l'établissement dispose en 2011 d'un patrimoine de 215 000 m2 de surfaces bâties.

### Site des Chênes

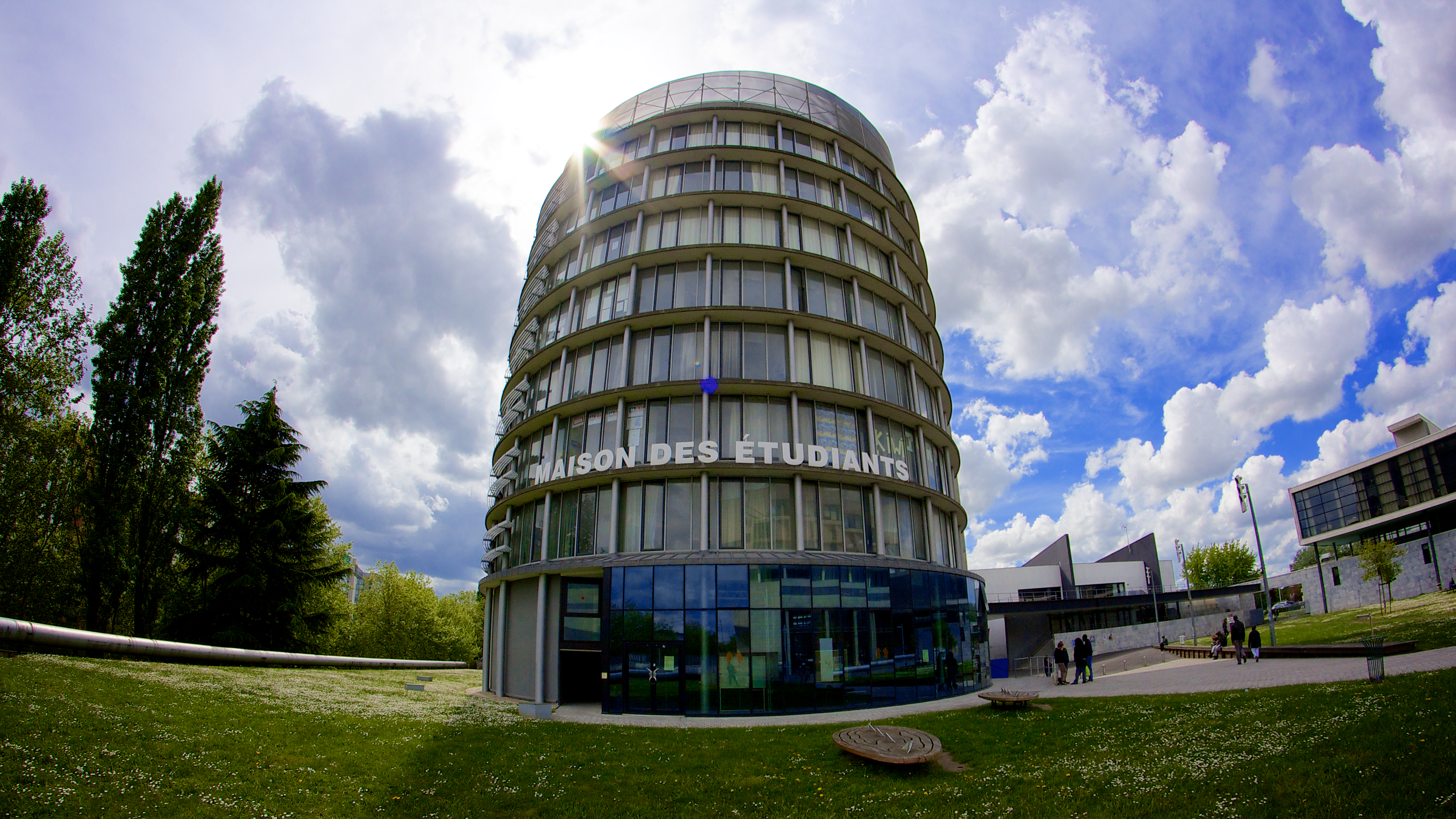
Tour des Chênes.

Le site des chênes se situe à Cergy-Pontoise et accueille la présidence de l'université, ainsi que les UFR de droit, d'économie et gestion, de langues, et de lettres et sciences humaines. Il accueille en 2011 quelque 6 567 étudiants près du centre de Cergy.
La tour des chênes, d'une surface de 3 893 m2, est ouverte en 1991, suivie en 1994 du bâtiment Chênes 1 de 22 307 m2 et en janvier 2001 du bâtiment Chênes 2 de 6 894 m2. Une maison des étudiants de 694 m2 y est aussi ouverte en octobre 2005.

### Site de Saint-Martin

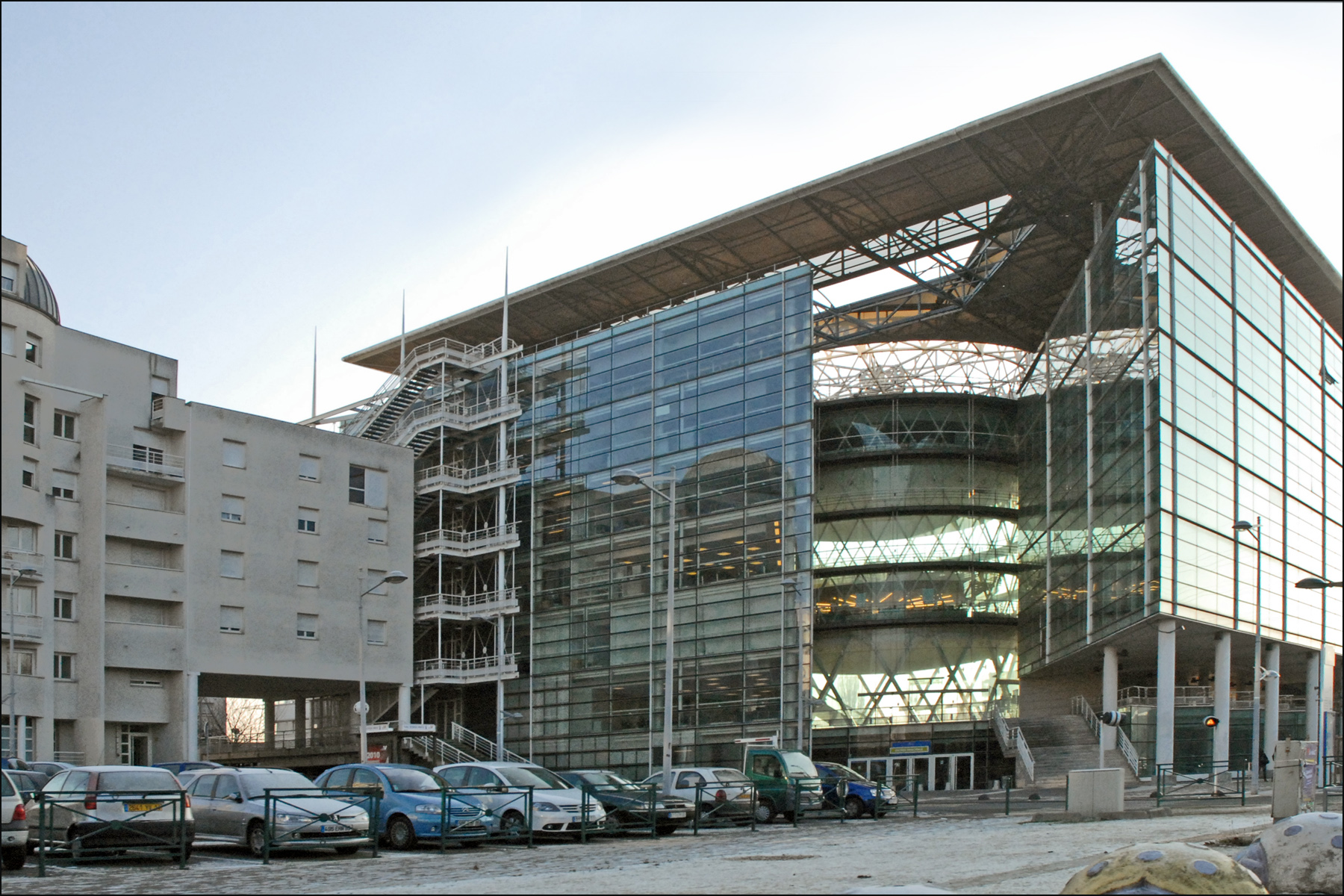
Site de Saint-Martin.

Le site de Saint-Martin accueille à Pontoise l'UFR de Sciences et Techniques, ainsi que l'Institut de préparation à l'administration générale. Il y accueille quelque 2 979 étudiants en 2011. Le premier bâtiment de 16 656 m2 est inauguré en 1995, suivi en septembre 2004 d'un second bâtiment de 10 618 m2. Le bâtiment n'appartient pas à l'UCP mais aux collectivités locales.

### Site de Neuville-sur-Oise
Le site de Neuville-sur-Oise accueille des installations de l'UFR sciences et techniques, ainsi que des départements de génie biologique, de génie civil, et de génie électrique et informatique industrielle de l'IUT, ainsi qu'une bibliothèque de 1 000 m2. Il accueille en 2011 quelque 1 863 étudiants. Un premier bâtiment de 12 443 m2 est livré en janvier 1996, suivi en septembre 1996 d'un second bâtiment de 5 934 m2. Un troisième bâtiment est construit en deux tranches, une première de 5 795 m2 étant ouverte en avril 1999, suivie d'une deuxième tranche de 8 507 m2 livrée en 2004. En 2019, le département de Biologie a déménagé sur ce site. A proximité se situe la Maison Internationale de la Recherche (MIR) où un bon nombre d'enseignants de l'UCP effectuent leurs travaux de recherche.

### Site de Gennevilliers
Le site de Gennevilliers a ouvert en 2009, avec un IUT et une ESPE.

## Enseignement et recherche

### Formations
À la rentrée 2010, l’université de Cergy-Pontoise propose 41 mentions de licence, 35 mentions de licence professionnelle, 19 diplômes universitaires, 100 mentions de Master, sept diplômes universitaires de technologie. La même année, l'établissement a délivré 1 648 diplômes de licence, 751 diplômes de licence professionnelle, 540 diplômes de DUT et 1 106 diplômes de Master.
La licence générale est délivrée en 2008 dans quatre domaines qui se déclinent en mentions, puis en spécialités : Arts-Lettres-Langues (4 mentions), Droit–Économie-Gestion (5 mention), Sciences Humaines et Sociales (3 mentions) et Sciences, Technologie, Santé (9 mentions). Lors de leur évaluation par l'AERES, 10 de ces mentions ont obtenu la notation A ou A+, 9 la notation B et 2 la mention C,. Le master est délivré en 2008 dans deux domaines qui se déclinent en mentions, puis en spécialités et éventuellement en parcours : Sciences et technologies (3 mentions, 19 spécialités) et Sciences humaines et sociales (14 mentions, 53 spécialités).
Depuis l'année universitaire de 2005/2006, l'université de Cergy-Pontoise, en coopération avec l'université Heinrich Heine de Düsseldorf, offre annuellement une licence intégrée en droits français et allemand à 15 étudiants français et à 15 étudiants allemands. Ces études intégrées sont soutenus par les moyens financières attribuées par l'Université franco-allemande. Les étudiants desdites études sont diplômés de la licence mention droit et de son équivalent allemand, la Zwischenprüfung. Depuis l'année universitaire 2008/2009, les deux universités offrent aussi un master intégré en droits français et allemand (avec spécialisation en droits des affaires, du travail et social) dont les participants sont diplômés d'un master 2 mention droit de l'entreprise ainsi que de la Schwerpunktbereichsprüfung allemande. Ainsi, les diplômés, tant français qu'allemands, sont éligibles pour passer le premier examen étatique en droit allemand ainsi et (après avoir passé l'examen d'entrée qui se prépare dans les Instituts d'Études Judiciaires) peuvent s'inscrire à l'École de formation de barreau.

### Relations internationales
L'université a développé depuis sa création des conventions d'échanges comme Erasmus, la conférence des recteurs et des principaux des universités du Québec (CREPUQ), ou d'autres types d'échanges bilatéraux avec des universités étrangères. Leur nombre est passé d'une cinquantaine de conventions en 1997, à 133 en 2006, à 248 partenariats en cours avec 178 universités en 2011. L'université a accueilli via ces conventions 244 étudiants étrangers en 2009, dont 66 % venant d'Europe, 16 % venant des Amériques et 11 % d'Asie. Le volume d'étudiants Erasmus représente sur la période 2003-2008 entre 1,30 et 1,08 % des étudiants de l’université, ce qui place l'établissement entre la 10e et la 30e place des universités françaises pour ce type d’accord. Concernant les étudiants français, l'établissement a envoyé en 2009 dans des universités étrangères 420 étudiants partis dans le cadre d’un programme d’échange ou d’un stage, dont 69 % en Europe, 19 % dans les Amériques et 6 % en Asie.
L'université accueille par ailleurs des étudiants étrangers permanents qui visent l’obtention de diplômes français. En 2010, ceux-ci sont au nombre de 1 977, contre 1 510 en 2005, soit 13 % de l’effectif total de l'établissement. Ils sont plus nombreux en proportion dans les formations de troisième cycle, dans lesquelles ils représentent près de la moitié des effectifs. Ceux-ci viennent à 60 % d’Asie et à 27 % d’Afrique.

### Recherche
Les activités de recherche de l’université sont effectuées dans 22 centres de recherche (en 2010). Quatorze de ces laboratoires sont des équipes d'accueil, et huit autres des unités mixtes de recherche liées au CNRS. Elles sont regroupées dans quatre pôles. Selon le service de communication de  l'université, ces laboratoires comptent au total près de 500 chercheurs et 350 doctorants. Selon l'annuaire du CNRS, en date du 18 février 2012, le nombre total des chercheurs titulaires CNRS dans les 8 UMR en cotutelle est de 76.
- Le « Pôle étude des matériaux et sciences expérimentales » regroupe environ 150 chercheurs et doctorants travaillant sur l’étude de matériaux et de leurs interactions[59].
- Le « Pôle d’analyse, modélisation et management de systèmes complexes » regroupe environ 450 chercheurs et doctorants travaillant dans l’étude de systèmes complexes, de leur organisation et de leur dynamique, et travaillent dans les domaines des mathématiques, de la physique théorique, de l'économie, du droit et de la géographie[59].
- Le « Pôle technologies de l’intelligence embarquée » regroupe environ 120 chercheurs et doctorants travaillant sur l’intelligence artificielle intégrée à des supports mobiles, à l’architecture et à l’indexation des systèmes d’information intégrés[59].
- Le « Pôle des transferts culturels et transmission des savoirs » regroupe environ 150 chercheurs et doctorants travaillant sur la construction des sociétés, sur leurs identités culturelles, sur leurs modes de représentation et de pensée et sur l’organisation de leurs connaissances[59].

## Vie étudiante

### Vie associative
Les activités associatives sont portées au niveau institutionnel par une « commission vie étudiante », présidée par un vice-président étudiant. L'université dispense une formation aux responsables associatifs, et les projets menés dans ce cadre associatif peuvent être reconnus dans le cadre des études dans une unité d'enseignement donnant droit à des ECTS. Un financement peut être assuré par un fonds de solidarité et de développement des initiatives étudiantes pour les différents projets associatifs, qui en 2007 s'élève à 85 000 € et couvre plus de 45 projets, chiffre doublé en l'espace de deux ans.
Une maison des étudiants de 694 m2 est présente depuis octobre 2005 sur le site des chênes et accueille dix-neuf de la trentaine d'associations actives à l'université. Elle dispose par ailleurs de bureaux pour les mutuelles étudiantes et d'une salle de réunion. Deux autres maisons des étudiants sont implantées à Neuville et à Saint-Martin.

### Activités culturelles et sportives
L'université organise des actions culturelles sur ces sites, comme des conférences « université ouverte » organisées dix fois en 2009, et participe aussi à des événements extérieurs. Certaines de ces initiatives sont menées avec des partenaires extérieurs comme la municipalité ou la communauté d’agglomération. Un « pass culture » permet par ailleurs de faire bénéficier les étudiants de réductions lors de spectacles organisés par une trentaine de partenaires, et 1 850 en ont été délivrés en 2009
Des activités sportives sont aussi organisées par l'université, qui peuvent être pratiquées dans le cadre de formations universitaires ou dans le cadre de loisirs. Celles-ci ont réuni 2 762 étudiants en 2008. L'établissement dispose de trois salles de sport sur ses campus.

### FacLab
Depuis 2012, l'université possède un fab lab ouvert à tous les publics. Elle propose également depuis 2013 trois diplômes universitaires autour de la fabrication numérique.

### Sociologie
Sur les 14 675 étudiants recensés par l'université en 2010, 55 % sont des étudiantes et 13 % d'entre eux sont étrangers. Par ailleurs, 26 % des étudiants sont boursiers et 12 % sont salariés. Les étudiants proviennent à 46 % du même département que l'université, à 18 % de celui des Yvelines et à 18 % des autres départements de l'Île-de-France. Concernant les origines sociales, les cadres et professions intellectuelles supérieures représentent 30 % des parents d'étudiants, et les professions intermédiaires, les ouvriers, et les retraités chacun 10 %.

### Évolution démographique
Évolution démographique de la population universitaire 

| 1992  | 1993  | 1994  | 1995  | 1998   | 1999   | 2000   | 2001    |
| ----- | ----- | ----- | ----- | ------ | ------ | ------ | ------- |
| 3 291 | 5 858 | 6 796 | 8 849 | 10 441 | 10 254 | 10 261 | 10 312, |

| 2002    | 2003    | 2004   | 2005   | 2006   | 2007   | 2008   | 2009   |
| ------- | ------- | ------ | ------ | ------ | ------ | ------ | ------ |
| 10 700, | 11 258, | 11 459 | 11 745 | 12 580 | 12 089 | 10 991 | 11 338 |

| 2010   | 2011   | 2018   | - | - | - | - | - |
| ------ | ------ | ------ | - | - | - | - | - |
| 14 045 | 13 846 | 15 052 | - | - | - | - | - |

## Image et communication
L'établissement s'est doté d'un logo reprenant la lettre « Y ». Celle-ci fait référence à la boucle formée par la Seine et par l'Oise, sa forme stylisée exprime une idée de croissance. Elle est censée renvoyer à la tradition grecque et à la modernité, l'anglais ayant nombre de mots finissant par cette lettre, comme « University ». C'est aussi la lettre faisant le lien dans Cergy-Pontoise, et l'anagramme de « cergy ».
Un magazine est aussi publié par l'université à 6 000 exemplaires quatre fois par an, « Allez Savoir ! ». Il est destiné aux partenaires institutionnels de l'établissement, ainsi qu'aux étudiants et aux personnels.
L'établissement va devenir prochainement « CY Cergy Paris Université », qui est un regroupement de structures existantes.